# Quincy Watts
Quincy Dushawn Watts (Detroit, 19 giugno 1970) è un ex velocista statunitense, campione olimpico dei 400 metri piani ai Giochi olimpici di Barcellona 1992.

## Biografia
Quincy Watts mise in mostra doti di sportivo polivalente sin da ragazzo. Dopo essere stato un promettente cestista alle superiori, alla University of Southern California giocò come ricevitore nella squadra di football americano dell'università oltre a dedicarsi all'atletica leggera.
Inizialmente la sua specialità era la velocità, in particolare 100 e 200 metri piani, ma su indicazione dell'allenatore Jim Bush si spostò sul giro di pista.
Nel 1991 vinse la medaglia d'argento ai Campionati del mondo come componente della staffetta 4×400 m statunitense.
Nel 1992, il suo anno migliore dal punto di vista agonistico, vinse due medaglie d'oro ai Giochi olimpici di Barcellona. Si aggiudicò l'oro individuale nella gara dei 400 m battendo per due volte il record olimpico di 43"86 stabilito, in altura, da Lee Evans nel 1968 a Città del Messico: Watts prima corse in 43"71 in semifinale e poi scese a 43"50 in finale. All'oro individuale aggiunse quello della staffetta 4×400 m: correndo in 43"10 come secondo frazionista, contribuì alla realizzazione del nuovo record mondiale della specialità di 2'55"74.
Il 28 luglio 1993 al Sestriere stabilì il suo primato personale stagionale con 44"13. In agosto, ai Mondiali di atletica, diventò campione iridato con la staffetta 4×400 m, ma fu l'ultima sua medaglia a livello internazionale. Nella gara individuale finì ai piedi del podio, quarto, mentre il titolo mondiale andò al connazionale Michael Johnson, che diede così inizio al suo regno sui 400 m che durò fino al 2000.
Nelle stagioni successive Watts non riuscì più a ripetersi ad alti livelli. Per due anni non riuscì a scendere sotto i 45 secondi, e nel 1996 mancò la qualificazione per i Giochi olimpici di Atlanta arrivando settimo ai trials statunitensi. Nel 1997 fu assunto come allenatore capo alla Taft Highschool.

## Record mondiali

### Seniores
- Staffetta 4×400 metri: 2'54"29 ( Stoccarda, 22 agosto 1993) (Andrew Valmon, Quincy Watts, Butch Reynolds, Michael Johnson)

## Progressione

### 400 metri piani
| Stagione | Tempo | Luogo             | Data      | Rank. Mond. |
| -------- | ----- | ----------------- | --------- | ----------- |
| 2001     | 46"34 | Long Beach        | 9-6-2001  |             |
| 2000     | 46"30 | Northridge        | 24-3-2000 |             |
| 1999     | 46"17 | Long Beach        | 19-6-1999 |             |
| 1997     | 46"69 | Modesto           | 10-5-1997 |             |
| 1996     | 44"76 | Atlanta           | 16-6-1996 |             |
| 1995     | 45"28 | Air Force Academy | 29-7-1995 |             |
| 1994     | 45"03 | Zurigo            | 17-8-1994 |             |
| 1993     | 44"13 | Sestriere         | 28-7-1993 |             |
| 1992     | 43"50 | Barcellona        | 5-8-1992  |             |
| 1991     | 44"98 | New York          | 15-6-1991 |             |

## Palmarès
| Anno | Manifestazione      | Sede       | Evento      | Risultato | Prestazione | Note            |
| ---- | ------------------- | ---------- | ----------- | --------- | ----------- | --------------- |
| 1988 | Mondiali juniores   | Sudbury    | 4×100 m     | Oro       | 39"27       |                 |
| 1991 | Giochi panamericani | L'Avana    | 400 m piani | 4º        | 46"01       |                 |
| 1991 | Giochi panamericani | L'Avana    | 4×400 m     | Argento   | 3'02"02     |                 |
| 1991 | Mondiali            | Tokyo      | 4×400 m     | Argento   | 2'57"57     |                 |
| 1992 | Giochi olimpici     | Barcellona | 400 m piani | Oro       | 43"50       | Record olimpico |
| 1992 | Giochi olimpici     | Barcellona | 4×400 m     | Oro       | 2'55"74     | Record mondiale |
| 1993 | Mondiali            | Stoccarda  | 400 m piani | 4º        | 45"05       |                 |
| 1993 | Mondiali            | Stoccarda  | 4×400 m     | Oro       | 2'54"29     | Record mondiale |

## Altre competizioni internazionali
1993
- Bronzo alla Grand Prix Final ( Londra), 400 m piani - 45"06